# Jaydia queketti
Jaydia queketti Gilchrist, 1903 è un pesce osseo marino della famiglia Apogonidae.

## Distribuzione e habitat
Ampiamente diffusa nell'oceano Indiano occidentale, dal Sudafrica al mar Rosso, al golfo Persico. Esistono segnalazioni dall'India. La specie, in seguito alla migrazione lessepsiana, è penetrata nel mar Mediterraneo orientale dove risulta però rara, con poche segnalazioni sulle coste da Israele alla baia di Alessandretta, in Turchia meridionale.
Durante il giorno rimane nascosto in fondali rocciosi mentre di notte si sposta in acque libere per alimentarsi.
È riportata una profondità di vita di 66/73 metri e fino a 90 metri di profondità massima.

## Descrizione
J. queketti ha sagoma ovale e corpo compresso lateralmente. Gli occhi sono grandi; la bocca è ampia, in posizione obliqua, e supera posteriormente l'occhio. Le pinne dorsali sono due, separate da uno spazio, la prima è composta da 7 raggi spiniformi. I raggi molli della dorsale sono più lunghi dei raggi spinosi. La pinna anale è grossolanamente uguale e simmetrica alla seconda dorsale. La pinna caudale è quasi tronca, con bordo arrotondato. Le pinne ventrali sono inserite sulla verticale delle pinne pettorali. Il preopercolo è privo di dentellature. scaglie grandi. La colorazione è fondamentalmente grigiastra o marrone chiaro, solo leggermente più scura sul dorso; sui fianchi sono presenti punti scuri grossolanamente disposti in linee irregolari orizzontali. Una grande macchia nera, vistosa, è sul bordo posteriore della prima dorsale. Il bordo posteriore della caudale e quello inferiore dell'anale sono scuri. Le pinne pari sono chiare o incolori.
Raggiunge 12,3 cm di lunghezza massima.

## Biologia

### Comportamento
Notturno.

### Alimentazione
Si nutre di notte di zooplancton.

### Riproduzione
Le uova vengono incubate nella bocca, probabilmente dal maschio.

## Pesca
Viene catturato con le reti a strascico ma non ha alcun valore.

## Conservazione
La lista rossa IUCN non valuta J. queketti.

## Tassonomia
Jaydia queketti è stata nominata nel 1903 dall'ittiologo scozzese John Dow Fisher Gilchrist come specie del genere Apogon. Il genere Jaydia è stato diviso da Apogon e J. queketii fa parte del gruppo di specie carinatus insieme a Jaydia poecilopterus e Jaydia carinatus. Gilchrist non ha specificato a chi è dedicato il nome specifico, ma si pensa che molto probabilmente si tratti del conchologo John Frederick Whitlie Quekett (1849-1913), che fu curatore del Museo di Storia Naturale di Durban.